# Nicolás Megía

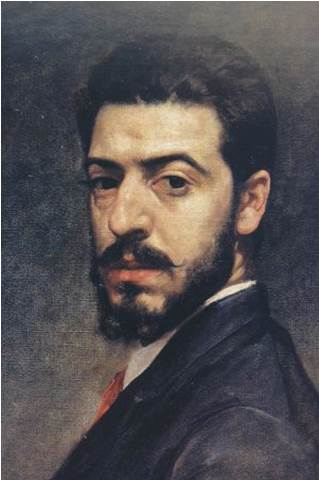
Autorretrato, c. 1880.

Nicolás Megía Márquez (Fuente de Cantos, 1845-Madrid, 1917) fue un pintor español del siglo XIX.

## Biografía
Formado en Madrid, en la Escuela Especial de Pintura, Escultura y Grabado, dependiente de la Academia de San Fernando, donde estudió entre 1866 y 1870. Más tarde fue pensionado por la Diputación de Badajoz en Roma y París, desde 1872 hasta 1880.
Fueron sus maestros en Madrid, Domingo Valdivieso, Federico de Madrazo y José Casado del Alisal, que le formaron dentro de los cánones del realismo académico. En Roma, estudió con Mariano Fortuny y en la Academia Chigi. A partir de 1878 se estableció en París, donde Meissonier marcó su norte estético. Megía era por entonces muy apreciado en los círculos artísticos europeos y los marchantes, como el alemán Stilmayer, distribuían su obra por Europa y Norteamérica.
En 1880 participó en el acontecimiento artístico anual más importante de la Europa de aquellos años, el Salón de París -coincidiendo con algunos pintores del grupo impresionista- donde presentó Laboremus, cuadro que hoy forma parte de las colecciones del Museo Nacional del Prado.
A su regreso a Madrid, su prestigio y altura como pintor le llevaron a ocupar importantes cargos en la dirección y docencia artística de España, como la presidencia de la Sociedad de Acuarelistas y la Cátedra de Pintura de la Escuela Superior de Artes e Industrias. Participó en las exposiciones del Círculo de Bellas Artes, de la Sociedad de Acuarelistas y en las Exposiciones Nacionales de Bellas Artes, consiguiendo en la edición de 1890 una Segunda Medalla por el cuadro de historia La defensa de Zaragoza de 1809.
Falleció en Madrid en 1917, a la edad de setenta y un años.

## Obra y evolución
La obra de Megía se sitúa estilísticamente dentro del realismo ecléctico. Cultivó el cuadro de género y de costumbres, el orientalismo, la pintura de historia y alegórica, el retrato, el desnudo, y en menor medida el paisaje y la naturaleza muerta, destacando como excepcional acuarelista.
La obra de Megía no está sometida a rupturas estéticas, sino a la confirmación del lenguaje asimilado desde sus inicios académicos, dentro del realismo oficial imperante. Sin embargo, es necesario distinguir la obra de carácter oficial de su otra producción más íntima, donde la creatividad del pintor, en plena libertad, supera la mera calidad técnica del oficio aprendido.
La salida a Europa, gracias a la pensión de estudios de la Diputación de Badajoz, le supuso el contacto directo con las obras maestras del pasado, pero también con grandes artistas contemporáneos, Fortuny en Roma, Meissonier y Léon Bonnat en París, y con los movimientos renovadores del momento, los macchiaioli italianos y el impresionimo francés, cuyo conocimiento dejó constancia, aunque leve, en su obra.
Tras el fallecimiento del pintor, su hija trasladó el estudio, con la colección personal, a la localidad pacense de Monesterio. donde permanece en la actualidad. El museo de Bellas Artes de Badajoz conserva una buena colección del artista. También está presente en los museos del Prado, de Córdoba y en el Municipal de Tenerife, y en las colecciones de la Biblioteca Nacional.
En 1995, con motivo del ciento cincuenta aniversario de su nacimiento, el Museo de Bellas Artes de Badajoz y su director entonces, Francisco Pedraja Muñoz, proyectaron la primera exposición antológica del pintor, que no llegó a realizarse por falta de apoyos económicos. La efemérides se concretó en la publicación de un tríptico y en la exposición de los fondos artísticos del pintor en dicho museo. En el año 2002 la Fundación Caja de Badajoz publicó la primera monografía del artista, obra de José María Pedraja Chaparro, que sacó a la luz gran parte de su obra inédita. En 2011, el museo de Bellas Artes de Badajoz realiza una exposición antológica de Megía que nos presenta al pintor en su faceta más académica. 

## Principales obras

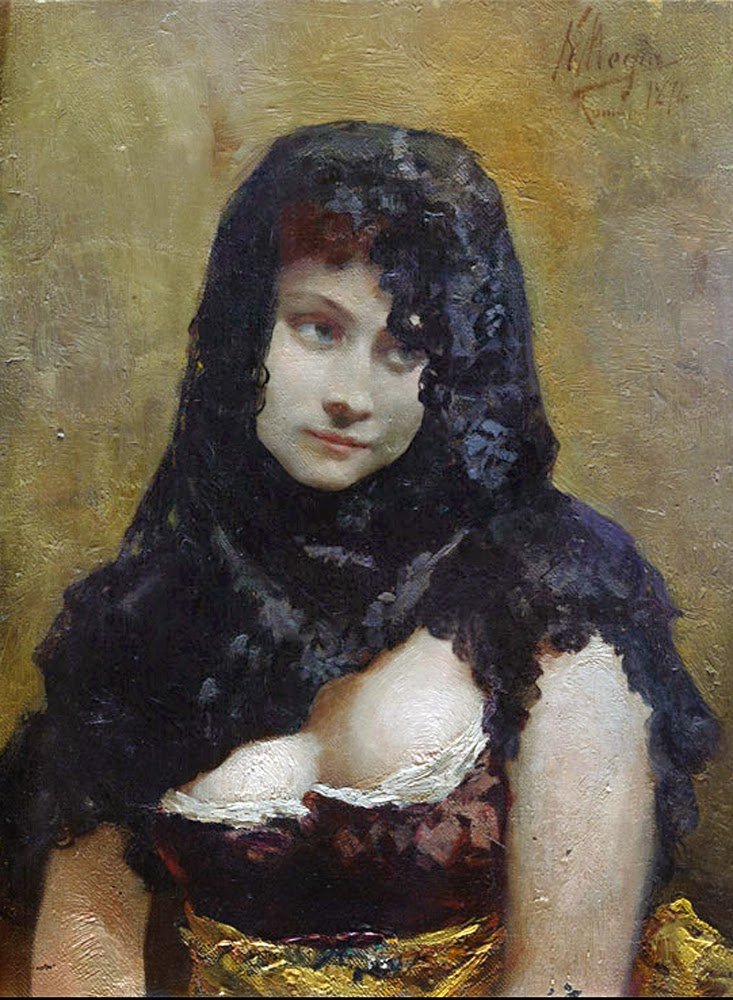
Joven con mantón azul.

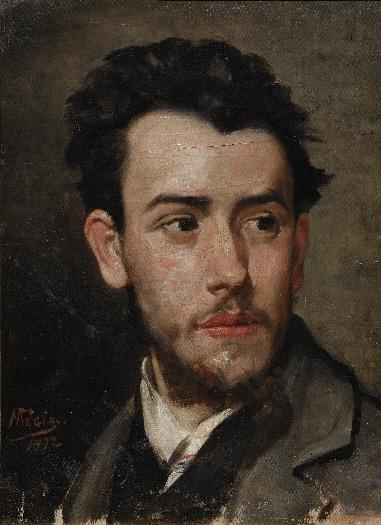
Retrato del pintor Ramón Domec, obra de Megía. C. 1872. Museo de Bellas Artes de Córdoba.

- Laboremus, 1880. Museo del Prado, Madrid.
- La defensa de Zaragoza de 1809, 1890. Museo Municipal de Tenerife (Depósito del Museo del Prado, Madrid).
- El pintor Ramón Domec, 1872. Museo de Córdoba.
- Retrato de Ángel Avilés Merino, 1887. Museo de Córdoba.
- Francesita, c. 1890 (acuarela). Colección Francisco Pedraja Muñoz, Badajoz.
- La mujer de Badajoz, 1872 (acuarela). Colección Juan Obando, Badajoz.
- Ciocciara, 1873. Museo de Bellas Artes de Badajoz.
- Campesina italiana, 1874. Colección particular.
- En el harén, 1884. Museo de Bellas Artes de Badajoz.
- Parisina, c.1880. Colección particular.
- La modelo francesa, c. 1880. Colección particular.
- Soldado de época (acuarela). Ayuntamiento de Fuente de Cantos, Badajoz.
- Retrato de Caballero, 1877, pintado en París y dedicado a su amigo Polanco. Colección particular, Zafra
- Dama burguesa. Colección particular, Badajoz.
- Muchacha con el vestido blanco (acuarela). Colección particular, Zafra.
- Retrato militar (dedicado a Atanasio Morlesín), 1890. Colección particular.